# 평일도
평일도(平日島)는 대한민국 남해안의 섬으로, 전라남도 완도군 금일읍에 속한다. 면적은 약 19km2.